# Ripynci (rejon kamieniecki)
Ripynci (ukr. Ріпинці, pol. hist. Rzepińce) – wieś na Ukrainie, w obwodzie chmielnickim, w rejonie kamienieckim.
W czasach Rzeczypospolitej wieś leżała w województwie podolskim. Poza obszarem Polski w wyniku II rozbioru.
Właścicielem wsi był m.in. Teodor Potocki.